# Château de Colombier-le-Vieux
Le château de Colombier-le-Vieux, ou château de Belle Combe, est un château situé à Colombier-le-Vieux, dans le département français de l'Ardèche, en France.

## Localisation
Le château est situé dans le nord de l'Ardèche, sur la commune de Colombier-le-Vieux.

## Historique
La construction du château de Belle Combe débute au XIIIe siècle par des Belle Combe, Alix de Belle Combe et Arthaud de Montchal (1282), afin de représenter la seigneurie de Colombier le Vieux.
Au fil des années et des siècles, le site voit défiler les propriétaires :
en 1309, la terre et la seigneurie de Colombier le Vieux appartiennent à Arnaud de Fay, seigneur d'Etables.
Puis à la fin du XIVe siècle, c'est une famille importante, les De Joyeuse qui par alliance en font acquisition, et cette terre devient en partie seigneurie de Bozas. Le 30 juin 1910, le château est vendu aux frères Entressangle d'Etables : l'abbé Victor Entressangle, et Paul Entressangle, père de madame Roche.
Le 5 septembre 1997 : vente du château de BelleCombe par madame Roche à Régis Desbos.
L'édifice est inscrit au titre des monuments historiques en 1927.